# 구본수
구본수(1988년 9월 6일 ~)는 대한민국의 성악가다.

## 방송
- 팬텀싱어 3 (2020) - Top16(15위)
- 보이스킹 (2021) - 5위

## 수상
- 제28회 성정전국음악콩쿠르 수원음악상 (2019)
- 제28회 성정전국음악콩쿠르 성정음악상 (2019)
- 제28회 성정전국음악콩쿠르 성악부문 최우수상 (2019)
- 제14회 화천비목콩쿠르 성악부문 1위 (2016)
- 제7회 세일한국가곡콩쿠르 성악 남자부문 3위 (2015)